# Олесін (Пулавський повіт)
Олесін (пол. Olesin) — село в Польщі, у гміні Курув Пулавського повіту Люблінського воєводства.
Населення — 326 осіб (2011).
У 1975-1998 роках село належало до Люблінського воєводства.

## Демографія
Демографічна структура станом на 31 березня 2011 року:
|          | Загалом | Допрацездатний вік | Працездатний вік | Постпрацездатний вік |
| -------- | ------- | ------------------ | ---------------- | -------------------- |
| Чоловіки | 162     | 34                 | 105              | 23                   |
| Жінки    | 164     | 30                 | 96               | 38                   |
| Разом    | 326     | 64                 | 201              | 61                   |